# 안지혜 (무용가)
안지혜(1974년 9월 7일 ~)은 대한민국의 대구시립무용단 단원이자 현대무용수이다.

## 생애
- 안지혜는 1972년 대구광역시에서 태어났다.
- 경북대학교 디지털 미디어아트 박사과정 수료를 겨쳐 계명대학교 대학원 무용교육학을 거쳐 계명대학교 현대무용과를 졸업하였다.
- 대구시립무용단&계명대학교 외래교수&새로운 페이지로 오세요에서 근무중이다.

## 학력
- 대구중앙초등학교 (졸업)
- 경명여자중학교 (졸업)
- 원화여자고등학교 (졸업)
- 계명대학교 무용학과 (졸업)
- 계명대학교 교육대학원 무용교육학과 (졸업)
- 경북대학교 대학원  디지털 미디어아트과 (졸업)